# タシュケント南駅
タシュケント南駅（ウズベク語: Toshkent-Janubiy vokzali）はウズベキスタンのタシュケントヤッカサライ地区にある、ウズベキスタン鉄道の駅。路線はカスピ海横断鉄道とタシュケント-アングレン線が接続しており、旅客列車はフェルガナ盆地〜サマルカンド方面を結ぶ長距離列車とハヴァスト・ホジャケント方面に向かうエレクトリーチカが停車する。また、エレクトリーチカは当駅をターミナルとしている。

## 歴史
現在の駅が位置する地域は1960年代以前まではタシュケントの中でも別荘や民家が建ち並ぶ郊外地域であった。1960年代からこの地域の開発が急速に進み、鉄道駅の建設が決定した。タシケント南駅は1963年に開業し、従来のタシュケント駅の列車取扱量は軽減された。
1985年に駅が再建され、1980年代末にはバスターミナル、市場、市電の停留所が近くに集約され、重要な交通拠点となった。ただし市電の停留場は2016年までに廃止。

## 駅構造
単式、島式ホーム3面5線の地平ホームを有する。駅舎に入るには駅舎の外にセキュリティチェックの小屋がありそこを通過する必要がある。駅舎からは単式ホームの1番線にそのまま出ることができるが、その他のホームは線路を直接横断することになる。降車の場合は駅舎の中に入ることができず、単式ホームの1番線にある出口から出ることになる。

## 駅周辺
- 小環状道路（ウズベク語版）
- タシケント国際化学大学
- 第172中等学校
- ヤッカサライ地区税務監察局
- タシケント抑留日本人墓地

## 隣の駅
| ウズベキスタン鉄道               | ウズベキスタン鉄道                              | ウズベキスタン鉄道  |
| -------------------------------- | ----------------------------------------------- | ------------------- |
| オルズ駅 アングレン駅 セルゲリ駅 | 長距離列車                                      | No.6駅 グリスタン駅 |
| 起点駅                           | エレクトリーチカ（タシュケント-ハヴァスト間）   | ラヒモフ駅          |
| 起点駅                           | エレクトリーチカ（タシュケント-ホジャケント間） | タカマチ駅          |